# Metaeuchromius
Metaeuchromius és un gènere d'arnes de la família Crambidae.

## Taxonomia
- Metaeuchromius anacanthus W. Li & H. Li in Li, Li & Nuss, 2009
- Metaeuchromius changensis Schouten, 1997
- Metaeuchromius circe Bleszynski, 1965
- Metaeuchromius euzonella (Hampson, 1896)
- Metaeuchromius flavofascialis Park, 1990
- Metaeuchromius fulvusalis Song & Chen in Chen, Song & Yuan, 2002
- Metaeuchromius glacialis Li, 2015
- Metaeuchromius grisalis Song & Chen in Chen, Song & Yuan, 2002
- Metaeuchromius inflatus Schouten, 1997
- Metaeuchromius kimurai Sasaki, 2005
- Metaeuchromius lata (Staudinger, 1870)
- Metaeuchromius latoides Schouten, 1997
- Metaeuchromius singulispinalis W. Li & H. Li in Li, Li & Nuss, 2009
- Metaeuchromius yuennanensis (Caradja in Caradja & Meyrick, 1937)
- Metaeuchromius yusufeliensis Nuss & Speidel, 1999